# Strada statale 7 var/B Variante di Potenza
La  strada statale 7 var/B Variante di Potenza (SS 7 var/B) è una strada statale italiana che collega il raccordo autostradale 5 Sicignano degli Alburni-Potenza con la strada statale 407 Basentana.

## Percorso
La strada è parte dell'itinerario della strada europea E847 e ha caratteristiche di scorrimento veloce con due corsie per senso di marcia. Unisce senza soluzione di continuità il termine del raccordo autostradale 5, che collega Potenza con l'Autostrada A2, con l'inizio della strada statale 407 Basentana per Metaponto. La progressiva chilometrica segue quella della strada statale 7 Via Appia e va dal km 466+550	al km 468+300.

### Tabella percorso
| Variante di Potenza |                      |      |           |                |
| Tipo                | Indicazione          | ↓km↓ | Provincia | Strada europea |
|                     | Sicignano-Potenza    | 0,0  | PZ        |                |
|                     | Viabilità complanare | 0,1  | PZ        |                |
|                     | ex Via Appia         | 1,7  | PZ        |                |
|                     | Basentana            | 1,8  | PZ        |                |